# Cultura jurídica
La noción de Cultura Jurídica se ha desarrollado como herramienta conceptual para la comprensión del Derecho como fenómeno social, esto es, como proceso actualmente operante en el interior de la sociedad.
Dentro de Cultura Jurídica, se entiende el Derecho como un fenómeno cultural, no como un conjunto de prescripciones o reglas de conducta particulares. El Derecho es un conjunto de creencias y presupuestos acerca de la forma y carácter de cada comunidad en particular. Éste opera como marco de significación desde el que interpretar nuestro mundo social y a nosotros mismos dentro de él.
Entre las diferentes comunidades jurídicas operan varias concepciones sobre el Derecho. Por ejemplo, puede existir una concepción en la aplicación judicial del Derecho y otra en las relaciones del Ordenamiento Jurídico con otras instituciones políticas y con otros ordenamientos normativos.
Es principalmente a través de los debates jurídicos y su retórica que podemos entender la cultura jurídica, ya que éstos la reflejan, reproducen y en ocasiones, la regeneran.

## Contexto
La Justicia es una virtud personal y social que se expande al ámbito social, político y jurídico, aunque su papel dominante lo ejecute dentro del discurso moral y a partir de él.
Esta síntesis de lo variable con lo común y universal nos permite hacernos una idea de la importancia que tiene la noción de justicia en cada sociedad como mecanismo de cooperación social, integración y estabilidad.
En estas últimas décadas del siglo XX los debates sobre la justicia se han centrado, teóricamente, en las discusiones iusfilosóficas más generales en torno a tres corrientes: iusnaturalismo, positivismo jurídico y realismo jurídico. El análisis de la idea de justicia debe hacer necesaria referencia a su plasmación en el Ordenamiento Jurídico. La justicia se presenta tradicionalmente como el valor más directamente vinculado al Derecho, identificándose como paradigma de la corrección a la que debe aspirar el Ordenamiento jurídico. En este sentido, podemos afirmar que todo ordenamiento jurídico expresa una determinada concepción sobre la justicia, que se manifiesta a través de la referencia a ciertos componentes axiológicos últimos.
El siglo XX se caracteriza porque los Ordenamientos jurídicos de nuestro entorno cultural asumen el modelo constitucional, que implica la articulación del sistema jurídico de acuerdo con una determinada filosofía basada en la idea de limitación del poder mediante estrategias jurídicas.

## Orígenes
- Uno de los primeros autores que se ocupó de la cultura jurídica fue Lawrence Friedman (1969), quién distinguió en el sistema legal - entendido como el universo de los requerimientos que enfrentan las instituciones jurídicas, sus respuestas y los efectos de estas respuestas- sus componentes estructurales (las instituciones jurídicas, su estructura y el modo en que proceden), sus componentes sustantivos (las normas jurídicas, generales o particulares, que el sistema produce como resultado frente a las demandas de la sociedad) y sus componentes culturales, entendiendo por estos las actitudes y los valores que con respecto al derecho prevalecen en una sociedad en un cierto momento histórico.[3]

- John Henry Merryman (1969) define el término como un conjunto de actividades enraizadas e históricamente condicionadas sobre la naturaleza del derecho, el papel del Derecho en la sociedad y en la política, sobre la organización y el funcionamiento adecuado del sistema jurídico y sobre el modo en que debe hacerse, aplicarse, estudiarse, mejorarse y enseñarse el derecho.

- Austin Sarat (1977) expone que las actitudes del público respecto del derecho y el sistema jurídico también ayudan a determinar la efectividad del Derecho en su capacidad reguladora o de control social. La gente que valora los principios fundamentales en los que se basa el sistema jurídico, que manifiestan su apoyo a las instituciones jurídicas y que se sienten satisfechos con lo que aquellas instituciones realizan, tienden a cumplir las normas.

- Friedman & Schreiber (1996): Los investigadores han usado el término en diversos sentidos. A veces describe consciencia jurídica - actitudes, valores, creencias y expectativas acerca del Derecho y el sistema jurídico. Otras veces se usa en un sentido más amplio, pero también más vago: capturar qué hay de distintivo en los patrones mentales y de comportamiento. También hay quien la utiliza para describir el funcionamiento distintivo de las instituciones jurídicas. En cualquier caso, el término se refiere al derecho vivo, en tanto que proceso dinámico: si los textos de leyes y casos y los organigramas de las instituciones jurídicas son los huesos y el esqueleto del sistema jurídico, la cultura jurídica es lo que mueve y permite respirar al sistema.

- David Nelken (2004): En su sentido más general, la cultura jurídica consiste en describir patrones relativamente estables de actitudes y comportamiento social en relación con el derecho. Los elementos identificadores de la cultura jurídica van de los hechos/datos acerca de las instituciones (número de abogados, sistemas de acceso, evaluación o régimen disciplinario de la carrera judicial) a distintas formas de comportamiento. En el otro extremo, los aspectos más nebulosos de las ideas, valores, aspiraciones y mentalidades. Como la cultura misma, la cultura jurídica, no se refiere únicamente a lo que hacemos, sino a lo que somos.

## Tipos
La red de actitudes, valoraciones y creencias compartidas es lo que conforma la cultura jurídica. Podemos distinguir entre dos tipos, Cultura Jurídica Interna y Cultura Jurídica Externa:
- Cultura Jurídica Interna, las actitudes, valores y creencias son compartidas por quienes se relacionan profesionalmente con el Derecho.

- Cultura Jurídica Externa, cuando dichas actitudes, valores y creencias son compartidos por las personas que se relacionan sólo esporádica y ocasionalmente con el sistema legal, el público.

## Ámbitos de incidencia
Es posible distinguir tres ámbitos en que la cultura jurídica interna incide en la configuración del saber relativo al derecho:
1. La definición del rol de jurista, la caracterización de aquello que corresponde al desempeño correcto de esa actividad, de acuerdo a las expectativas de la comunidad.
2. La definición de aquello que deba entenderse que sea el derecho, de los criterios de validez y de las relaciones entre ellos, a partir de ideas y creencias compartidas por la comunidad de profesionales del derecho.
3. La determinación de la estructura del discurso jurídico, a través de la definición de las técnicas interpretativas, expositivas y argumentativas y de los sistemas conceptuales aceptados en esa comunidad.

Los tres factores que expresan la relación entre el saber relativo al derecho y una cierta cultura jurídica forman la matriz disciplinaría; este concepto fue desarrollado por Thomas Kuhn, a propósito de la historia de las ciencias naturales, para describir aquella posesión común de quienes practican una disciplina particular, que explica la fluidez de su comunicación profesional y la relativa unanimidad de sus juicios profesionales. La matriz disciplinaria comprende el conjunto de elementos cuya posesión común define a quienes los comparten como una comunidad científica y fundamenta la coherencia de una tradición de investigación, al predefinir la clase de problemas o preguntas que son estimados como relevantes y las formas legítimas de darles solución.

## Temas relacionados
Cultura Jurídica Wikipedia Inglesa culture
Austin Sarat Wikipedia Inglesa Sarat
- Datos: Q2497143